# Max Hess
Max Hess (německy Max Heß; * 13. července 1996) je německý atlet, který se věnuje trojskoku. Je mistrem Evropy z roku 2016.

## Sportovní kariéra
V roce 2014 zvítězil v trojskoku na juniorském mistrovství světa v Eugene. Na světovém halovém šampionátu v Portlandu v březnu 2016 vybojoval v soutěži trojskokanů stříbrnou medaili výkonem 17,14 m. Zatím největší úspěch pro něj představuje titul mistra Evropy v trojskoku z Amsterdamu v roce 2016, kde zvítězil v novém osobním rekordu 17,20 m. Medailový trojlístek zkompletoval na evropském halovém šampionátu v roce 2017 v Bělehradě, kde skončil třetí. V kvalifikaci si zlepšil osobní rekord na 17,52 m.